# Airspeed Envoy
El Airspeed AS.6 Envoy fue un avión de transporte ligero bimotor diseñado y producido por el constructor británico Airspeed Ltd. en los años 30 del siglo XX.
El Envoy se originó como un derivado más pesado del avión de transporte ligero Courier de la propia Airspeed. Compartiendo mucho de su diseño con este avión anterior, era relativamente fácil de desarrollar; la confianza en el proyecto era tan alta que una semana después del primer vuelo del prototipo ya estaba realizando una exhibición pública. La producción en cantidad del Envoy se había iniciado antes incluso de ese primer vuelo. Desde el principio, Airspeed trabajó estrechamente con el fabricante de motores Wolseley Motors, como principal suministrador y personalizador inicial del Envoy; posteriormente el desarrollo llevó a una mplia variedad de motores y configuraciones.
La mayor parte de los Envoy fue fabricada por Airspeed en sus instalaciones en el Portsmouth Aerodrome, Hampshire. El modelo también fue producido en ultramar, en Japón, por Mitsubishi, después de adquirir una licencia, en la fábrica de Nagoya de la compañía; fue conocido localmente como "Transporte de Pasajeros Mitsubishi modelo Hinazuru". Aunque muchos clientes del Envoy pertenecían al sector civil, donde fue usado en una variedad de propósitos desde las carreras aéreas a operar como avión comercial, también encontró audiencia con operadores militares. El Convertible Envoy fue desarrollado para Sudáfrica, que vio un modelo que podía ser rápidamente configurado para realizar tareas civiles y militares, siendo equipado para su uso como bombardero ligero y avión de reconocimiento para esta última capacidad. El Envoy sirvió como base del Airspeed Oxford, un entrenador militarizado operado en grandes cantidades por los Aliados por la época y durante la Segunda Guerra Mundial.

## Desarrollo
A principios de los años 30, Airspeed introdujo exitosamente el innovador Courier, el primer avión británico que presentaba un tren de aterrizaje retráctil. Muy pronto después de su primer vuelo, la dirección de la compañía reconoció que un proyecto de continuación lógico sería un derivado agrandado propulsado por motores gemelos, implicando un trabajo de diseño considerablemente menor que una iniciativa desde cero equivalente. El esfuerzo de diseño fue dirigido por el cofundador A. H. (Hessell) Tiltman, durante noviembre de 1933, autorizando a proceder la dirección de Airspeed. En enero de 1934, seis aviones, incluyendo el prototipo, estaban en varias etapas de construcción.
El 26 de junio de 1934, el prototipo, G-ACMT, realizó su primer vuelo, pilotado por C. H. A. Colman. Una semana más tarde, la confianza en el modelo era tan alta que Airspeed decidió enviarlo a su primera aparición pública, una exhibición de la Sociedad de Constructores de Aviones Británicos (SBAC) en Hendon. En septiembre del mismo año, el prototipo estaba realizando las pruebas de certificación de aeronavegabilidad en RAF Martlesham Heath. También los trabajos progresaron bien en la variante del avión especializada en carreras, el Airspeed Viceroy.
Originalmente, Airspeed trabajó estrechamente con el fabricante de motores británico Wolseley Motors en el Envoy; fue diseñado para funcionar con el motor Wolseley Aries. Esta asociación implicó, entre otros aspectos, que los dos primeros Envoy fueran vendidos a Wolseley y a su propietario, Lord Nuffield. El prototipo, y varios de los primeros aviones de producción, estuvieron propulsados por motores Aries; sin embargo, el prototipo fue posteriormente remotorizado con el Wolseley Scorpio (entre otros cambios) a principios de 1936.
Wolseley decidió abruptamente dejar de fabricar motores de aviación en septiembre de 1936 al ser considerados excesivos los burocráticos requerimientos del Ministerio del Aire por Lord Nuffield. En consecuencia, Airspeed decidió adaptar el avión para que funcionara con una variedad de diferentes motores. Esta decisión permitió ofrecer a los clientes la elección de varios motores para propulsar sus aviones; incluyendo los motores radiales Aries, Armstrong Siddeley Cheetah V o Armstrong Siddeley Lynx IVC.
Desde el principio, Airspeed promocionó el Envoy presentándolo en solitario en carreras aéreas y realizando numerosos vuelos de larga distanacia. El derivado especializado Viceroy, siendo adaptado para la competición, también se usó en esta campaña promocional. La producción del Envoy se realizó en tres series diferentes; los aviones de producción iniciales carecían de varias de las características presentes en los ejemplares construidos posteriormente, como los flaps del borde de fuga. Se completaron diecisiete Envoy Series I, seguidos por trece aviones Series II (equipados con flaps divididos) y por la mejorada Series III, de la que se construyeron diecinueve aparatos. De forma similar al anterior Courier, se desarrolló un modelo "colonial" destinado a los clientes de ultramar.

## Diseño
El Airspeed Envoy era un monoplano de cabina de ala baja bimotor de construcción enteramente en madera, aparte de las superficies de control recubiertas de tela. Poseía un tren de aterrizaje principal que se retraía hacia atrás con rueda de cola fija. Habiendo sido diseñado desde el principio como un desarrollo bimotor del anterior Courier de la compañía, y ambos aviones compartían numerosas partes comunes, que incluían la construcción en madera casi idéntica, los mismos paneles exteriores alares y el tren de aterrizaje principal.
El fuselaje tenía un exterior de contrachapado, mientras que la estructura estaba compuesta de madera y era considerada convencional para la época. En una configuración típica, la cabina acomodaría a ocho pasajeros junto con un único piloto; mientras que la capacidad de combustible normal del Envoy era de 78 galones, repartidos en un par de depósitos de aluminio en la sección central. Un compartimento trasero separado era usado normalmente para almacenar equipaje, accesible mediante una escotilla exterior en el lado de estribor del avión. Si se instalaba el lavabo opcional, era necesario reducir la capacidad máxima de pasajeros a seis. El acceso de los pasajeros a la cabina se realizaba a través de una única puerta en el lado de babor del avión.
El ala del Envoy cambiaba según el modelo, no presentando flaps los primeros aviones, a diferencia del resto de ejemplares de producción. También presentaba extensiones del extradós alar, que podían albergar un par adicional de depósitos de combustible de 30 galones para aumentar el alcance del avión. La sección central del ala estaba integrada con el fuselaje semimonocasco del avión, poseyendo un alargamiento de 8,16, un diedro medio de 5 grados y una incidencia de 2 grados con el fuselaje.
El Envoy fue propulsado por una variedad de motores en sus varios modelos. Aunque los aviones iniciales fueron equipados con un par de motores Wolseley Aries, otros ejemplares lo fueron con motores radiales Armstrong Siddeley Cheetah V y Armstrong Siddeley Lynx IVC. Independientemente del motor utilizado, estaban instalados con una capota apropiada, típicamente un anillo Townend de cuerda corta, pero también con capotas de cuerda más ancha sin los carenados de las culatas de los cilindros.

## Historia operacional
El primer prototipo, G-ACMT, realizó su primer vuelo el 26 de junio de 1934 y un mes después fue mostrado al público durante una exhibición aérea en Hendon. El primer Envoy I de producción voló en octubre de 1934 y posteriormente se fabricó una versión modificada de largo alcance (el AS.8 Viceroy). Pronto empezaron a recibirse pedidos de compañías aéreas privadas de la Commonwealth o la Československé státní aerolinie de Checoslovaquia.
El Airspeed AS.6 Envoy también entró en servicio con las fuerzas aéreas de diferentes países. La Royal Air Force lo empleó en distintas configuraciones militares. La Fuerza Aérea Sudafricana realizó una compra de 7 aparatos, transformando tres para funciones militares y entregando los otros cuatro a South African Airways. Varios AS.6 Envoy acabaron operando con compañías aéreas de Japón y del estado títere japonés de Manchukuo, además del Servicio Aéreo de la Armada Imperial Japonesa. 
En octubre de 1936, el Ministerio del Aire británico encargó 136 Envoy para el entrenamiento de tripulaciones. Posteriormente, este pedido acabaría llevando al desarrollo de un nuevo aparato bajo la denominación AS.10 y que entró en servicio con la RAF como Airspeed Oxford.
Durante la Guerra civil española, diez AS.6 Envoy fueron adquiridos por el gobierno de la República Española, aunque el Bando sublevado también empleó dos AS.6 (incluido uno de los aparatos republicanos que había desertado a la zona sublevada). Los aviones operados por las Fuerzas Aéreas de la República Española (FARE) fueron empleados como transportes, aviones de reconocimiento o bombarderos ligeros. En junio de 1937 se estrelló uno de los AS.6 de los sublevados, provocando la muerte del General Mola, el principal organizador del Golpe de Estado de julio de 1936.
Japón también se interesó por el modelo, y en 1935 una delegación de la empresa Mitsubishi llegó a la fábrica de Airspeed en el aeródromo de Portsmouth, Hampshire; la información es en algunos casos contradictoria, pero lo más probable es que compraran directamente tres ejemplares ya construidos y que habían sido registrados con matrícula civil en Gran Bretaña, más otros tres que llevaron desde el principio la matrícula civil japonesa. Los seis ejemplares pertenecían a la variante AS.6A Envoy I, que estaba equipada con los motores radiales Armstrong Siddeley Lynx IVC de 240 hp. Cinco de los seis aparatos pasaron a formar parte de la Nihon Koku Yuso (NKYKK), hasta la disolución de esta en 1938 y su posterior transformación en la Dai Nippon Koku K.K.  (DNKKK); el otro aparato fue, al parecer, entregado para su evaluación a la Marina Imperial Japonesa e identificado como Airspeed LXM (Transporte Experimental de la Armada Tipo M). Mitsubishi también negoció la compra de una licencia de producción del AS.6A Envoy I, siendo por tanto Japón el único país donde se produjo el Envoy fuera del Reino Unido. Entre 1936 y 1938 se construyeron once ejemplares, que recibieron el nombre de Mitsubishi Hinazuru. En un principio, se les iba a equipar con motores autóctonos Gasuden Jimpu, pero tras el accidente del prototipo, se les instalaron los Armstrong Siddeley Lynx o Wolseley Aries Mk.III. También sirvieron en las líneas aéreas japonesas y en las del estado títere de Manchukuo, y es bien probable que, como la mayoría de transportes civiles japoneses, apoyaron en algún momento el despliegue de tropas y suministros.
En mayo de 1937, The Kings Flight recibió un Envoy III (G-AEXX) que reemplazó el obsoleto de Havilland Dragon Rapide como avión de transporte de la Casa Real.
Durante la Segunda Guerra Mundial, la Luftwaffe capturó algunos aparatos y los utilizó como avión de entrenamiento; asimismo, entregó un avión a Finlandia el 22 de enero de 1942, como reparación por el derribo accidental de un De Havilland D.H.89 Dragon Rapide. Este avión fue utilizado entre 1942 y 1943; de la misma manera, se utilizó una aeronave entre 1941-1943 por las fuerzas aérea eslovacas.

## Variantes
AS.6 Envoy I
Propulsado por dos motores A.R.9 de 149 kW (200 hp), 5 construidos.
AS.6A Envoy I
Propulsado por dos motores radiales Armstrong Siddeley Lynx IVC de 149 kW (200 hp), 5 construidos.
AS.6D Envoy II
Propulsado por dos motores radiales Wright R-760-E2 Whirlwind 7 de 261 kW (350 hp), ocho construidos.
AS.6E Envoy III
Propulsado por dos motores Walter Castor de 254 kW (340 hp), 5 construidos.
AS.6G
Propulsado por dos motores Wolseley Scorpio I de 186 kW (250 hp).
AS.6H Envoy
Propulsado por dos motores Wolseley Aries III de 168 kW (225 hp), uno construido.
AS.6J Envoy III
Avión de transporte ligero de siete asientos. Propulsado por dos motores radiales Armstrong Siddeley Cheetah IX de 257 kW (345 hp), 27 construidos.
AS.6JC Envoy
Propulsado por dos motores radiales Armstrong Siddeley Cheetah IX de 261 kW (350 hp), 4 construidos.
AS.6JM Envoy
Propulsado por dos motores radiales Armstrong Siddeley Cheetah IX de 261 kW (350 hp), 3 construidos.
AS.6K Envoy III
Tres construidos..
AS.8 Viceroy
Un único avión de carreras desarrollado desde el Envoy.
Airspeed LXM
Un Envoy importado, evaluado por el Servicio Aéreo de la Armada Imperial Japonesa.
Transporte de Pasajeros Mitsubishi Modelo Hinazuru (joven grulla)
Producción bajo licencia de Mitsubishi, equipada con flaps y propulsada por motores Gasuden Jimpu, o Armstrong Siddeley Lynx o Wolseley Aries Mk.III construidos bajo licencia. Once ejemplares construidos de 1936 a 1938.

## Operadores
Alemania
- Luftwaffe'[14]

 Australia
- Ansett Airlines

 Checoslovaquia
- Československé Státní Aerolinie (ČSA)

 República Española
- Fuerzas Aéreas de la República Española (FARE)
- Líneas Aéreas Postales Españolas (LAPE)

 Estado español
- Aviación Nacional
- Ejército del Aire

 Estado Independiente de Croacia
- Zrakoplovstvo Nezavisne Države Hrvatske (ZNDH)

 Finlandia
- Fuerza Aérea Finlandesa

 Japón
- Japan Air Transport
- Imperial Japanese Airways

 Manchukuo
- Manchukuo National Airways

 Reino Unido
- North Eastern Airways
- Olley Air Service
- Real Fuerza Aérea británica

 Sudáfrica
- Fuerza Aérea Sudafricana
- South African Airways

## Especificaciones (AS.6J Series III)
Referencia datos: Airspeed Aircraft since 1931

### Características generales
- Tripulación: Uno (piloto)
- Capacidad: 6 pasajeros
- Longitud: 10,5 m (34,5 ft)
- Envergadura: 16 m (52,3 ft)
- Altura: 2,9 m (9,5 ft)
- Superficie alar: 31,5 m² (339,1 ft²)
- Peso vacío: 1840 kg (4055,4 lb)
- Peso máximo al despegue: 2858 kg (6299 lb)
- Planta motriz: 2× motor radial de siete cilindros refigerado por aire Armstrong Siddeley Cheetah IX.
  - Potencia: 257 kW (354 HP; 349 CV) cada uno.
- Hélices: Bipala

### Rendimiento
- Velocidad máxima operativa (Vno): 338 km/h (210 MPH; 183 kt)
- Velocidad crucero (Vc): 309 km/h (192 MPH; 167 kt)
- Alcance: 1046 km (565 nmi; 650 mi)
- Alcance en combate: km
- Alcance en ferry: km
- Techo de vuelo: 6858 m (22 500 ft)

## Aeronaves relacionadas

### Secuencias de designación
- Secuencia AS._ (interna de Airspeed): ← AS.3 - AS.4 - AS.5 - AS.6 - AS.7 - AS.8 - AS.9 - AS.10 →
- Secuencia L__ (Transportes de la Armada japonesa): ← LXJ (Ju 60) - LXJ (Ju 86) - LXK - LXM - G6M1-L - H6K2-L/H6K4-L - H8K1-L/H8K2-L/H8K4-L →
- Secuencia Numérica (Aeronaves del Ejército del Aire español, 1939-1945): ← 38 - 39 - 40 - 41 - 42 (I) - 42 (II) - 42 (III) →
- Secuencia L._ (Aeronaves Utilitarias del Ejército del Aire español, 1945-1954): ← L.8 - L.9 - L.10 - L.11 - L.12 - L.13 - L.14 →